# Melanagromyza angelicae
Melanagromyza angelicae este o specie de muște din genul Melanagromyza, familia Agromyzidae, descrisă de Frost în anul 1934. Conform Catalogue of Life specia Melanagromyza angelicae nu are subspecii cunoscute.